# Wahlkreis Lumezzane (Camera dei deputati)
Der Wahlkreis Lumezzane war von 1993 bis 2005 und ist seit 2017 wieder ein Wahlkreis (italienisch collegio elettorale) für die Wahl der Abgeordnetenkammer.

## Von 1993 bis 2005

### Wahlkreisgebiet
Der Wahlkreis umfasste 19 Gemeinden (Bovegno, Bovezzo, Brione, Caino, Collio, Concesio, Gardone Val Trompia, Gussago, Irma, Lodrino, Lumezzane, Marcheno, Marmentino, Nave, Pezzaze, Polaveno, Sarezzo, Tavernole sul Mella und Villa Carcina).

### Wahlergebnisse

#### Parlamentswahl 1994

##### Direktstimmen
| Kandidaten               | Kandidaten          | Parteien                                 | Stimmen | %    |
| ------------------------ | ------------------- | ---------------------------------------- | ------- | ---- |
|                          | Vito Gnuttigewählt  | Polo delle Libertà (FI – LN – CCD – UdC) | 44.313  | 52,0 |
|                          | Giuseppe Salvinelli | Patto per l’Italia                       | 18.797  | 22,1 |
|                          | Gloria Baraldi      | Progressisti                             | 17.263  | 20,3 |
|                          | Luigi Becchetti     | Alleanza Nazionale                       | 4.852   | 5,7  |
| Gesamt                   | Gesamt              | Gesamt                                   | 85.225  | 100  |
|                          |                     |                                          |         |      |
| Ungültige Stimmen        | Ungültige Stimmen   | Ungültige Stimmen                        | 4.150   | 4,6  |
| Wähler                   | Wähler              | Wähler                                   | 89.375  | 94,0 |
| Wahlberechtigte          | Wahlberechtigte     | Wahlberechtigte                          | 95.085  |      |
|                          |                     |                                          |         |      |
| Quelle: Innenministerium |                     |                                          |         |      |

##### Listenstimmen
| Parteien                             | Parteien             | Parteien                           | Stimmen | %    |
| ------------------------------------ | -------------------- | ---------------------------------- | ------- | ---- |
|                                      | Polo delle Libertà   | Lega Nord                          | 22.723  | 26,4 |
| Forza Italia                         | Polo delle Libertà   | 17.303                             | 20,1    |      |
| ↳ Gesamt                             | Polo delle Libertà   | 40.026                             | 46,5    |      |
|                                      | Patto per l’Italia   | Partito Popolare Italiano          | 15.979  | 18,6 |
| Patto Segni                          | Patto per l’Italia   | 3.753                              | 4,4     |      |
| ↳ Gesamt                             | Patto per l’Italia   | 19.732                             | 22,9    |      |
|                                      | Progressisti         | Partito Democratico della Sinistra | 10.103  | 11,7 |
| Partito della Rifondazione Comunista | Progressisti         | 4.809                              | 5,6     |      |
| Federazione dei Verdi                | Progressisti         | 1.274                              | 1,5     |      |
| Partito Socialista Italiano          | Progressisti         | 1.057                              | 1,2     |      |
| La Rete                              | Progressisti         | 721                                | 0,8     |      |
| ↳ Gesamt                             | Progressisti         | 17.964                             | 20,9    |      |
|                                      | Alleanza Nazionale   | Alleanza Nazionale                 | 3.563   | 4,1  |
|                                      | Lega Alpina Lumbarda | Lega Alpina Lumbarda               | 2.476   | 2,9  |
|                                      | Lista Marco Pannella | Lista Marco Pannella               | 2.323   | 2,7  |
| Gesamt                               | Gesamt               | Gesamt                             | 86.084  | 100  |
|                                      |                      |                                    |         |      |
| Ungültige Stimmen                    | Ungültige Stimmen    | Ungültige Stimmen                  | 3.291   | 3,7  |
| Wähler                               | Wähler               | Wähler                             | 89.375  | 94,0 |
| Wahlberechtigte                      | Wahlberechtigte      | Wahlberechtigte                    | 95.085  |      |
|                                      |                      |                                    |         |      |
| Quelle: Innenministerium             |                      |                                    |         |      |

#### Parlamentswahl 1996

##### Direktstimmen
| Kandidaten               | Kandidaten           | Parteien            | Stimmen | %    |
| ------------------------ | -------------------- | ------------------- | ------- | ---- |
|                          | Alessandro Cègewählt | Lega Nord           | 31.303  | 37,1 |
|                          | Adriano Taglietti    | L’Ulivo             | 30.408  | 36,1 |
|                          | Amilcare Di Mezza    | Polo per le Libertà | 22.555  | 26,8 |
| Gesamt                   | Gesamt               | Gesamt              | 84.266  | 100  |
|                          |                      |                     |         |      |
| Ungültige Stimmen        | Ungültige Stimmen    | Ungültige Stimmen   | 4.005   | 4,5  |
| Wähler                   | Wähler               | Wähler              | 88.271  | 91,6 |
| Wahlberechtigte          | Wahlberechtigte      | Wahlberechtigte     | 96.411  |      |
|                          |                      |                     |         |      |
| Quelle: Innenministerium |                      |                     |         |      |

##### Listenstimmen
| Parteien                                          | Parteien                             | Parteien                             | Stimmen | %    |
| ------------------------------------------------- | ------------------------------------ | ------------------------------------ | ------- | ---- |
|                                                   | Lega Nord                            | Lega Nord                            | 29.864  | 35,5 |
|                                                   | Polo per le Libertà                  | Forza Italia                         | 13.684  | 16,3 |
| CCD – CDU                                         | Polo per le Libertà                  | 5.290                                | 6,3     |      |
| Alleanza Nazionale                                | Polo per le Libertà                  | 5.163                                | 6,1     |      |
| ↳ Gesamt                                          | Polo per le Libertà                  | 24.137                               | 28,7    |      |
|                                                   | L’Ulivo                              | Partito Democratico della Sinistra   | 11.462  | 13,6 |
| Popolari per Prodi (PPI – SVP – PRI – UD – Prodi) | L’Ulivo                              | 7.924                                | 9,4     |      |
| Rinnovamento Italiano                             | L’Ulivo                              | 2.666                                | 3,2     |      |
| Federazione dei Verdi                             | L’Ulivo                              | 1.038                                | 1,2     |      |
| ↳ Gesamt                                          | L’Ulivo                              | 23.090                               | 27,5    |      |
|                                                   | Partito della Rifondazione Comunista | Partito della Rifondazione Comunista | 5.481   | 6,5  |
|                                                   | Lista Pannella – Sgarbi              | Lista Pannella – Sgarbi              | 1.173   | 1,4  |
|                                                   | Fiamma Tricolore                     | Fiamma Tricolore                     | 304     | 0,4  |
| Gesamt                                            | Gesamt                               | Gesamt                               | 84.049  | 100  |
|                                                   |                                      |                                      |         |      |
| Ungültige Stimmen                                 | Ungültige Stimmen                    | Ungültige Stimmen                    | 4.223   | 4,8  |
| Wähler                                            | Wähler                               | Wähler                               | 88.272  | 91,6 |
| Wahlberechtigte                                   | Wahlberechtigte                      | Wahlberechtigte                      | 96.411  |      |
|                                                   |                                      |                                      |         |      |
| Quelle: Innenministerium                          |                                      |                                      |         |      |

#### Parlamentswahl 2001

##### Direktstimmen
| Kandidaten               | Kandidaten           | Parteien           | Stimmen | %    |
| ------------------------ | -------------------- | ------------------ | ------- | ---- |
|                          | Alessandro Cègewählt | Casa delle Libertà | 41.089  | 50,3 |
|                          | Aldo Rebecchi        | L’Ulivo            | 34.051  | 41,7 |
|                          | Luca Manfredi        | Lista Di Pietro    | 4.019   | 4,9  |
|                          | Stefano Macri        | Democrazia Europea | 2.522   | 3,1  |
| Gesamt                   | Gesamt               | Gesamt             | 81.681  | 100  |
|                          |                      |                    |         |      |
| Ungültige Stimmen        | Ungültige Stimmen    | Ungültige Stimmen  | 5.417   | 6,2  |
| Wähler                   | Wähler               | Wähler             | 87.098  | 88,8 |
| Wahlberechtigte          | Wahlberechtigte      | Wahlberechtigte    | 98.132  |      |
|                          |                      |                    |         |      |
| Quelle: Innenministerium |                      |                    |         |      |

##### Listenstimmen
| Parteien                       | Parteien                             | Parteien                               | Stimmen | %    |
| ------------------------------ | ------------------------------------ | -------------------------------------- | ------- | ---- |
|                                | Casa delle Libertà                   | Forza Italia                           | 21.774  | 26,5 |
| Lega Nord                      | Casa delle Libertà                   | 13.639                                 | 16,6    |      |
| Alleanza Nazionale             | Casa delle Libertà                   | 6.258                                  | 7,6     |      |
| CCD – CDU                      | Casa delle Libertà                   | 3.037                                  | 3,7     |      |
| Nuovo PSI                      | Casa delle Libertà                   | 722                                    | 0,9     |      |
| ↳ Gesamt                       | Casa delle Libertà                   | 45.430                                 | 55,3    |      |
|                                | L’Ulivo                              | La Margherita (Dem – PPI – RI – Udeur) | 14.806  | 18,0 |
| Democratici di Sinistra        | L’Ulivo                              | 7.831                                  | 9,5     |      |
| Partito dei Comunisti Italiani | L’Ulivo                              | 1.403                                  | 1,7     |      |
| Il Girasole (FdV – SDI)        | L’Ulivo                              | 926                                    | 1,1     |      |
| ↳ Gesamt                       | L’Ulivo                              | 24.966                                 | 30,4    |      |
|                                | Partito della Rifondazione Comunista | Partito della Rifondazione Comunista   | 4.617   | 5,6  |
|                                | Lista Di Pietro                      | Lista Di Pietro                        | 2.866   | 3,5  |
|                                | Lista Emma Bonino                    | Lista Emma Bonino                      | 1.413   | 1,7  |
|                                | Democrazia Europea                   | Democrazia Europea                     | 1.325   | 1,6  |
|                                | Partito Pensionati                   | Partito Pensionati                     | 1.009   | 1,2  |
|                                | Fiamma Tricolore                     | Fiamma Tricolore                       | 396     | 0,5  |
|                                | Basta! – I Liberaldemocratici        | Basta! – I Liberaldemocratici          | 116     | 0,1  |
|                                | Abolizione Scorporo                  | Abolizione Scorporo                    | 36      | 0,0  |
| Gesamt                         | Gesamt                               | Gesamt                                 | 82.174  | 100  |
|                                |                                      |                                        |         |      |
| Ungültige Stimmen              | Ungültige Stimmen                    | Ungültige Stimmen                      | 4.215   | 4,9  |
| Wähler                         | Wähler                               | Wähler                                 | 86.389  | 88,0 |
| Wahlberechtigte                | Wahlberechtigte                      | Wahlberechtigte                        | 98.132  |      |
|                                |                                      |                                        |         |      |
| Quelle: Innenministerium       |                                      |                                        |         |      |

## Von 2017 bis 2020

### Wahlkreisgebiet
Der Wahlkreis umfasste 93 Gemeinden der Provinz Brescia (Agnosine, Anfo, Angolo Terme, Artogne, Bagolino, Barghe, Berzo Demo, Berzo Inferiore, Bienno, Bione, Borno, Bovegno, Braone, Breno, Brione, Caino, Capo di Ponte, Capovalle, Casto, Cedegolo, Cerveno, Ceto, Cevo, Cimbergo, Cividate Camuno, Collio, Concesio, Corteno Golgi, Darfo Boario Terme, Edolo, Esine, Gardone Riviera, Gardone Val Trompia, Gargnano, Gianico, Idro, Incudine, Irma, Lavenone, Limone sul Garda, Lodrino, Losine, Lozio, Lumezzane, Magasa, Malegno, Malonno, Marcheno, Marmentino, Marone, Monno, Monte Isola, Monticelli Brusati, Mura, Niardo, Odolo, Ono San Pietro, Ossimo, Paisco Loveno, Paspardo, Pertica Alta, Pertica Bassa, Pezzaze, Pian Camuno, Piancogno, Pisogne, Polaveno, Ponte di Legno, Preseglie, Provaglio Val Sabbia, Roè Volciano, Sabbio Chiese, Sale Marasino, Sarezzo, Saviore dell’Adamello, Sellero, Sonico, Sulzano, Tavernole sul Mella, Temù, Tignale, Toscolano Maderno, Tremosine sul Garda, Treviso Bresciano, Vallio Terme, Valvestino, Vestone, Vezza d’Oglio, Villa Carcina, Villanuova sul Clisi, Vione, Vobarno und Zone).

### Wahlergebnisse

#### Parlamentswahl 2018
| Kandidaten               | Kandidaten                 | Stimmen | %    | Listen                              | Stimmen | %    |
| ------------------------ | -------------------------- | ------- | ---- | ----------------------------------- | ------- | ---- |
|                          | Paolo Formentinigewählt    | 90.253  | 56,0 | Lega                                | 61.799  | 38,4 |
| Forza Italia             | Paolo Formentinigewählt    | 90.253  | 56,0 | 19.529                              | 12,1    |      |
| Fratelli d’Italia        | Paolo Formentinigewählt    | 90.253  | 56,0 | 7.477                               | 4,6     |      |
| Noi con l’Italia – UDC   | Paolo Formentinigewählt    | 90.253  | 56,0 | 1.448                               | 0,9     |      |
|                          | Marina Berlinghieri        | 33.409  | 20,7 | Partito Democratico                 | 29.642  | 18,4 |
| +Europa                  | Marina Berlinghieri        | 33.409  | 20,7 | 2.768                               | 1,7     |      |
| Civica Popolare          | Marina Berlinghieri        | 33.409  | 20,7 | 565                                 | 0,4     |      |
| Italia Europa Insieme    | Marina Berlinghieri        | 33.409  | 20,7 | 434                                 | 0,3     |      |
|                          | Michela Carnazzi           | 26.893  | 16,7 | Movimento 5 Stelle                  | 26.893  | 16,7 |
|                          | Giada Stefana              | 3.594   | 2,2  | Liberi e Uguali                     | 3.594   | 2,2  |
|                          | Sara Metelli               | 1.813   | 1,1  | CasaPound Italia                    | 1.813   | 1,1  |
|                          | Valentina Facchini         | 1.343   | 0,8  | Potere al Popolo!                   | 1.343   | 0,8  |
|                          | Ernesto Taveri             | 1.169   | 0,7  | Il Popolo della Famiglia            | 1.169   | 0,7  |
|                          | Enrico Salvinelli          | 1.156   | 0,7  | Italia agli Italiani (FT – FN)      | 1.156   | 0,7  |
|                          | Marco Reghenzani           | 743     | 0,5  | Grande Nord                         | 743     | 0,5  |
|                          | Elena Borin                | 386     | 0,2  | 10 Volte Meglio                     | 386     | 0,2  |
|                          | Giovanni Bona              | 221     | 0,1  | Italia nel Cuore                    | 221     | 0,1  |
|                          | Michele Jacopo Scanferlini | 98      | 0,1  | Partito Repubblicano Italiano – ALA | 98      | 0,1  |
| Gesamt                   | Gesamt                     | 161.078 | 100  |                                     | 161.078 | 100  |
|                          |                            |         |      |                                     |         |      |
| Ungültige Stimmen        | Ungültige Stimmen          | 5.977   | 3,6  |                                     |         |      |
| Wähler                   | Wähler                     | 167.055 | 79,2 |                                     |         |      |
| Wahlberechtigte          | Wahlberechtigte            | 210.900 |      |                                     |         |      |
|                          |                            |         |      |                                     |         |      |
| Quelle: Innenministerium |                            |         |      |                                     |         |      |

## Seit 2020

### Wahlkreisgebiet
| Wahlkreise – Camera dei deputati – Lombardei | Wahlkreise – Camera dei deputati – Lombardei | Wahlkreise – Camera dei deputati – Lombardei |
| Provinz                                      | Provinz                                      | Gemeinden nach Provinzen ⮞ Wahlkreis |
| -------------------------------------------- | -------------------------------------------- | --- |
|                                              | Metropolitanstadt Mailand (133 Gemeinden)    | ↳ Lombardei 1: Teil Mailands ⮞ Wahlkreis Mailand – Bande Nere Teil Mailands ⮞ Wahlkreis Mailand – Buenos Aires – Venezia Teil Mailands ⮞ Wahlkreis Mailand – Loreto 40 ⮞ Wahlkreis Rozzano 31 ⮞ Wahlkreis Legnano 33 ⮞ Wahlkreis Cologno Monzese 17 ⮞ Wahlkreis Sesto San Giovanni ↳ Lombardei 4: 11 ⮞ Wahlkreis Lodi |
|                                              | Provinz Bergamo (243 Gemeinden)              | ↳ Lombardei 2: 36 ⮞ Wahlkreis Lecco ↳ Lombardei 3: 117 ⮞ Wahlkreis Bergamo 90 ⮞ Wahlkreis Treviglio |
|                                              | Provinz Brescia (205 Gemeinden)              | ↳ Lombardei 3: 37 ⮞ Wahlkreis Brescia 46 ⮞ Wahlkreis Desenzano del Garda 112 ⮞ Wahlkreis Lumezzane ↳ Lombardei 4: 10 ⮞ Wahlkreis Cremona |
|                                              | Provinz Como (148 Gemeinden)                 | 66 ⮞ Wahlkreis Como 82 ⮞ Wahlkreis Sondrio |
|                                              | Provinz Cremona (113 Gemeinden)              | alle ⮞ Wahlkreis Cremona |
|                                              | Provinz Lecco (84 Gemeinden)                 | alle ⮞ Wahlkreis Lecco |
|                                              | Provinz Lodi (60 Gemeinden)                  | alle ⮞ Wahlkreis Lodi |
|                                              | Provinz Mantua (64 Gemeinden)                | alle ⮞ Wahlkreis Mantua |
|                                              | Provinz Monza und Brianza (55 Gemeinden)     | 30 ⮞ Wahlkreis Monza 25 ⮞ Wahlkreis Seregno |
|                                              | Provinz Pavia (186 Gemeinden)                | 157 ⮞ Wahlkreis Pavia 29 ⮞ Wahlkreis Lodi |
|                                              | Provinz Sondrio (77 Gemeinden)               | alle ⮞ Wahlkreis Sondrio |
|                                              | Provinz Varese (138 Gemeinden)               | 101 ⮞ Wahlkreis Varese 37 ⮞ Wahlkreis Busto Arsizio |

Der Wahlkreis umfasst 112 Gemeinden der Provinz Brescia.

### Wahlergebnisse

#### Parlamentswahl 2022
| Kandidaten                          | Kandidaten              | Stimmen | %    | Listen                                                  | Stimmen | %    |
| ----------------------------------- | ----------------------- | ------- | ---- | ------------------------------------------------------- | ------- | ---- |
|                                     | Simona Bordonaligewählt | 125.940 | 61,8 | Fratelli d’Italia                                       | 71.165  | 34,9 |
| Lega per Salvini Premier            | Simona Bordonaligewählt | 125.940 | 61,8 | 36.258                                                  | 17,8    |      |
| Forza Italia                        | Simona Bordonaligewählt | 125.940 | 61,8 | 16.923                                                  | 8,3     |      |
| Noi Moderati                        | Simona Bordonaligewählt | 125.940 | 61,8 | 1.594                                                   | 0,8     |      |
|                                     | Pier Luigi Mottinelli   | 41.215  | 20,2 | Partito Democratico – Italia Democratica e Progressista | 30.078  | 14,8 |
| +Europa                             | Pier Luigi Mottinelli   | 41.215  | 20,2 | 5.215                                                   | 2,6     |      |
| Alleanza Verdi e Sinistra           | Pier Luigi Mottinelli   | 41.215  | 20,2 | 5.181                                                   | 2,5     |      |
| Impegno Civico – Centro Democratico | Pier Luigi Mottinelli   | 41.215  | 20,2 | 741                                                     | 0,4     |      |
|                                     | Massimo Ottelli         | 17.227  | 8,4  | Azione – Italia Viva                                    | 17.227  | 8,4  |
|                                     | Amedeo Paccagnella      | 10.273  | 5,0  | Movimento 5 Stelle                                      | 10.273  | 5,0  |
|                                     | Germano Pezzoni         | 3.460   | 1,7  | Italexit per l’Italia                                   | 3.460   | 1,7  |
|                                     | Libero Mila Ribelli     | 2.039   | 1,0  | Italia Sovrana e Popolare                               | 2.039   | 1,0  |
|                                     | Marsilio Gatti          | 1.855   | 0,9  | Unione Popolare                                         | 1.855   | 0,9  |
|                                     | Laura Ruiba             | 1.685   | 0,8  | Vita                                                    | 1.685   | 0,8  |
|                                     | Suzanne Pirovano        | 212     | 0,1  | Noi di Centro – Europeisti                              | 212     | 0,1  |
| Gesamt                              | Gesamt                  | 203.906 | 100  |                                                         | 203.906 | 100  |
|                                     |                         |         |      |                                                         |         |      |
| Ungültige Stimmen                   | Ungültige Stimmen       | 8.784   | 4,1  |                                                         |         |      |
| Wähler                              | Wähler                  | 212.690 | 72,7 |                                                         |         |      |
| Wahlberechtigte                     | Wahlberechtigte         | 292.426 |      |                                                         |         |      |
|                                     |                         |         |      |                                                         |         |      |
| Quelle: Innenministerium            |                         |         |      |                                                         |         |      |